# سارة ديلان
سارة ديلان (بالإنجليزية: Sara Dylan)‏ (ولدت 25 أكتوبر 1939 شيرلي مارلين نوزينسكي)، هي الزوجة الأولى للمغني وكاتب الأغاني بوب ديلان. في عام 1959، تزوجت نوزنيسكي من مصور المجلة هانز لاوندز، وخلال تلك الفترة كانت تُعرف باسم سارة لاوندز.
تزوجت سارة من بوب ديلان في حفل هادئ في 22 نوفمبر 1965، وأنجبا أربعة أطفال معًا. وقد استشهد مؤلفو الموسيقى بزواجهم باعتباره مصدر إلهام للعديد من أغاني ديلان التي تم إنشاؤها خلال الستينيات والسبعينيات من القرن الماضي، بما في ذلك «سيدة آيد الحزينة في الأراضي المنخفضة» و«الحب المهجور» و«سارة».

## الحواشي
1. ↑  Gray 2006
2. ↑  إيه. في. كلوب article: "With Blood On The Tracks, Bob Dylan bid an angry, ragged farewell to his wife". نسخة محفوظة 2017-08-14 على موقع واي باك مشين.

## روابط خارجية
- سارة ديلان على موقع IMDb (الإنجليزية)
- سارة ديلان على موقع ألو سيني (الفرنسية)
- سارة ديلان على موقع ميوزك برينز (الإنجليزية)
- سارة ديلان على موقع أول موفي (الإنجليزية)
- سارة ديلان على موقع قاعدة بيانات الأفلام السويدية (السويدية)
- سارة ديلان على موقع كينوبويسك (الروسية)
- سارة ديلان على موقع كينوبويسك (الروسية)

- سارة ديلان في قاعدة بيانات الأفلام على الإنترنت